# Air France
Air France (AF, ook AFR, Compagnie Nationale Air France) is de nationale luchtvaartmaatschappij van Frankrijk en de grootste netwerkmaatschappij binnen de holding Air France-KLM. Het hoofdkwartier is op luchthaven Charles de Gaulle bij Parijs.
Het bedrijf vervoerde tussen april 2002 en maart 2003 42,9 miljoen passagiers. De omzet was 12,7 miljard euro. Air France heeft vliegroutes naar 230 steden en heeft 69.553 werknemers in dienst. De luchtvloot bestaat uit 226 toestellen, waarvan 2 vrachtvliegtuigen. Air France  maakt deel uit van de Skyteam Alliantie. De IATA-code is AF.

## Geschiedenis
Air France is gesticht op 7 oktober 1933 door een fusie van Air Orient, Compagnie Générale Aéropostale, Société Générale de Transport Aérien (SGTA), de eerste Franse luchtvaartmaatschappij, gesticht door Lignes Aériennes Farman in 1919), Air Union en CIDNA (Compagnie Internationale de Navigation). Air France had uitgebreide routes door heel Europa, maar ook naar de Franse koloniën in Noord-Afrika en elders. Het bedrijf werd in 1946 genationaliseerd. De Compagnie Nationale Air France ontstond door een wet, aangenomen op 16 juni 1948. De overheid bezat 70% van de nieuwe onderneming. Halverwege 2002 was dit aandeel teruggelopen tot 54%.
Air France was in 1949 een van de oprichters van SITA (Société Internationale de Télécommunications Aéronautiques).
Op 30 september 2003 maakten Air France en KLM bekend dat zij een alliantie aangaan waaruit de holding Air France-KLM is ontstaan. Onder de holding zijn KLM en Air France beide actief als netwerkmaatschappij.

## Incidenten en ongevallen
- Op 27 oktober 1949 kwamen bokser Marcel Cerdan en violiste Ginette Neveu om het leven toen een vlucht van Air France neerstortte na twee mislukte landingspogingen op het eiland São Miguel in de Azoren.
- Op 3 juni 1962 verliet een gecharterde Boeing 707-328 (registratie F-BHSM) de gate op het vliegveld van Orly (Parijs) voor een vlucht naar Hartsfield-Jackson Atlanta International Airport (Atlanta, Georgia, USA). Het toestel stortte neer tijdens de start. De oorzaak was een kapotte servomotor waardoor een foute en niet corrigeerbare trim op de flappen stond. Van de 132 inzittenden kwamen er 130 om het leven. Twee stewardessen werden levend gered uit de staart van het vliegtuig. Sporen toonden aan dat de bemanning pogingen had ondernomen om de start af te breken.
- Op 26 juni 1988 crashte een Airbus A320 nabij het vliegveld Mulhouse-Habsheim in de Elzas. Het toestel vloog in goed weer over het vliegveld, om enkele ogenblikken later bomen te raken. Bij de crash kwamen 3 personen om het leven en raakten er 50 gewond.
- In 1994 kaapten enkele leden van de Algerijnse groepering GIA de Air France-vlucht 8969, zij probeerden het toestel te laten neerstorten op de Eiffeltoren. Franse commando's van de Gendarmerie (Groupe d'Intervention de la Gendarmerie Nationale of GIGN) grepen in en verhinderden de actie.
- Op 25 juli 2000 stortte Air France-vlucht 4590 neer. Dit was een gecharterde Concorde die vertrok vanaf luchthaven Charles de Gaulle. De geplande aankomst was op John F. Kennedy International Airport in New York. Het toestel stortte brandend neer kort na de start in de plaats Gonesse en raakte hierbij een hotel. Het ongeluk was het gevolg van een stuk metaal dat tegen een van de banden kwam, waardoor de band explodeerde en daarbij de brandstoftank beschadigde. Het stuk metaal was afkomstig van een ander vliegtuig. Alle inzittenden kwamen om het leven, evenals 4 personen op de grond.
- Op 24 december 2003 werden drie vluchten van Air France geannuleerd omdat men vermoedde dat er leden van een terroristische groep aan boord zouden gaan van de toestellen.
- Op 2 augustus 2005 vond een incident plaats met Air France-vlucht 358. De Airbus A340 (registratie F-GLZQ) met 297 passagiers en 12 bemanningsleden, schoot door toen het toestel poogde in slecht weer te landen op Toronto Pearson International Airport. Binnen een minuut waren de hulpdiensten ter plaatse. Het toestel brandde geheel uit, maar er waren geen slachtoffers te betreuren. 43 personen moesten voor kleine behandelingen naar het ziekenhuis.
- Op 16 augustus 2006 botste op de grond een Airbus A330 van Air France met een vleugel tegen de staart van een Airbus A321, waardoor het toestel lichtbeschadigd raakte.
- Op 1 juni 2009 verdwijnt Air France-vlucht 447, uitgevoerd met een Airbus A330-200 met 228 mensen aan boord, boven de Atlantische Oceaan voor de kust van Brazilië.[1] Een aantal dagen daarna zijn enkele stukken van de Airbus gevonden, waaronder de staart, maar het duurde tot april 2011 totdat het vliegtuig zelf, met de flightdatarecorder en de cockpitvoicerecorder, op de bodem van de oceaan werd gevonden. Het toestel was door invloed van slecht weer neergestort.
- Op 11 april 2011 botste vlucht 007 van Air France met de linkervleugel tegen de staart van een CRJ700 van Delta Air Lines. De Airbus A380 had lichte schade. De CRJ werd zijwaarts geduwd. Het ongeluk gebeurde op JFK Airport in New York.

- Air France is het slachtoffer geworden van vele kapingen van haar vliegtuigen: 1973 Marseille; 1976 Benghazi (Operatie Entebbe) en Saigon; 1977 Benghazi; 1983 Genève; 1984 Genève (2x); 1989 Algiers; 1993 Nice; 1994 Algiers; 1999 Parijs.

## Vloot
De vloot van Air France bestaat uit de volgende toestellen (september 2024):

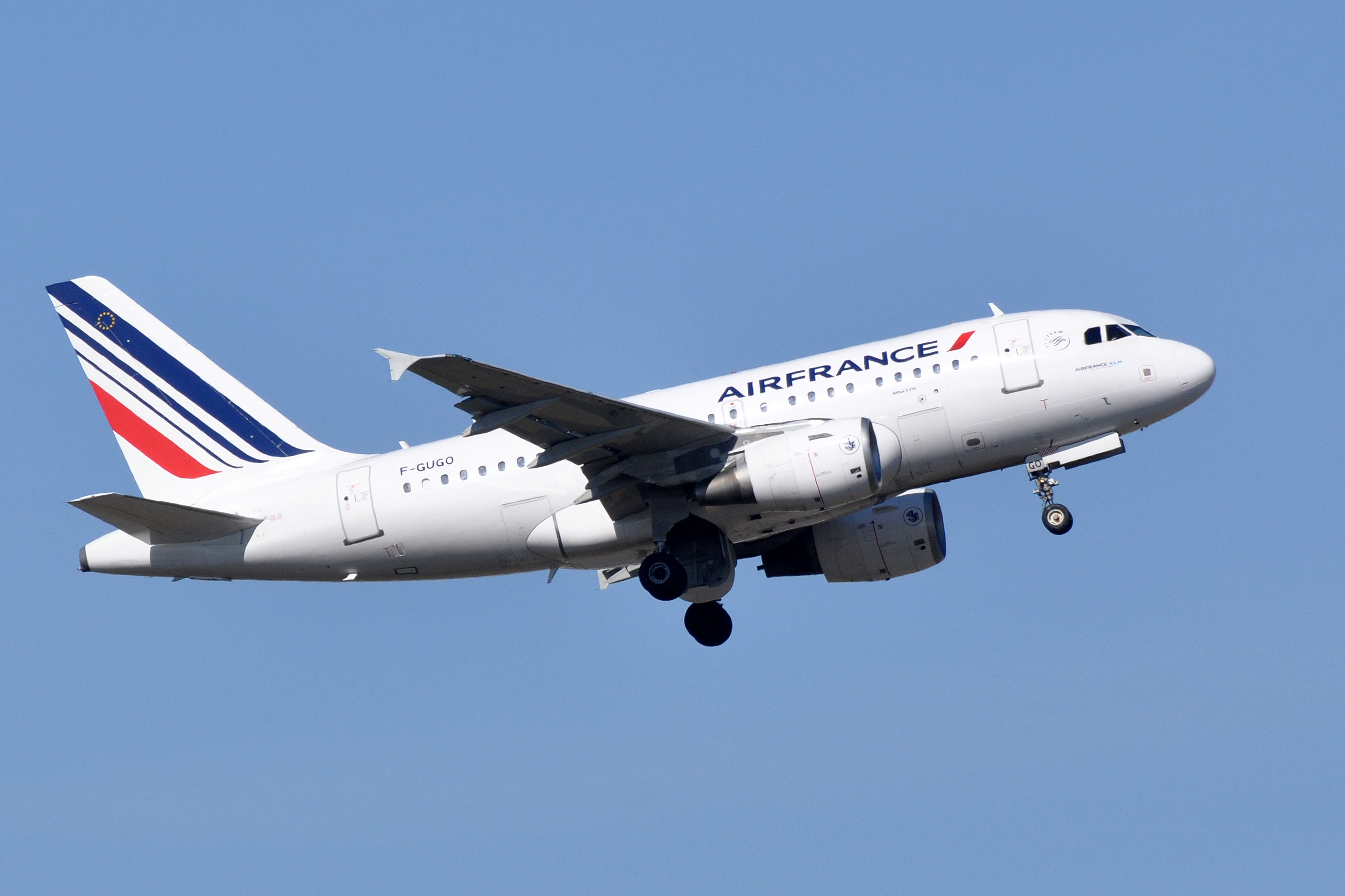
Een Airbus A318

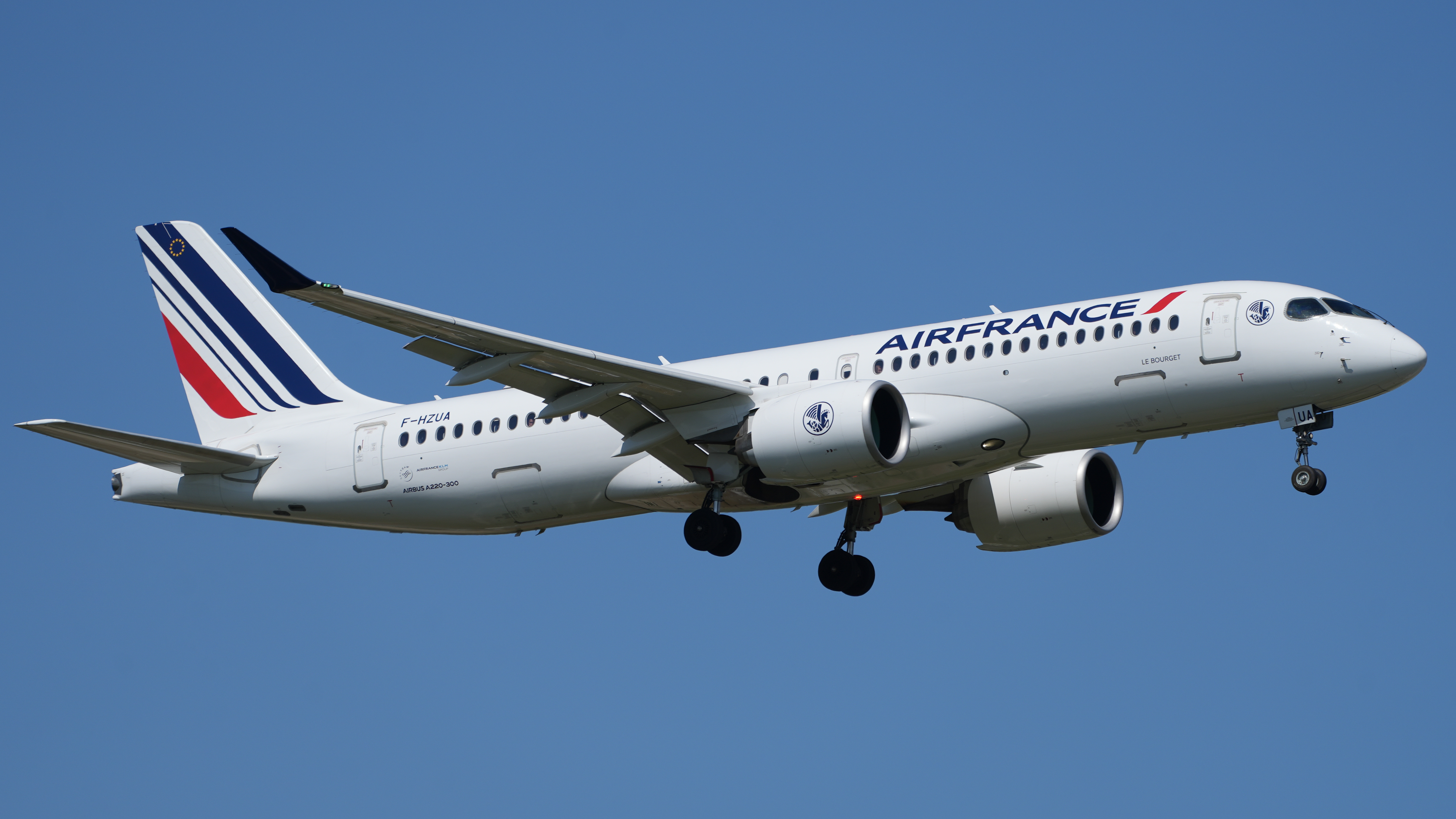
Een Airbus A220-300

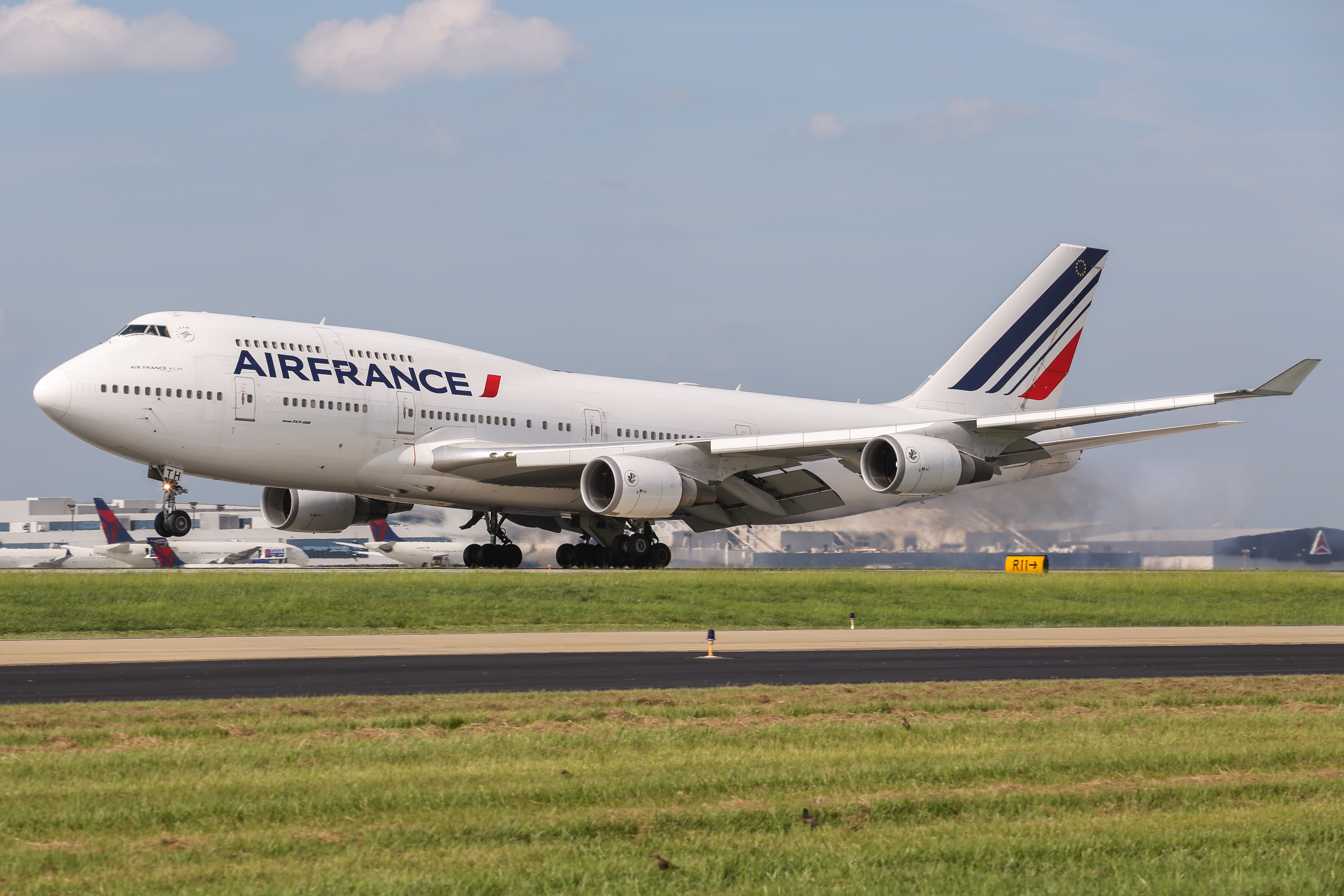
Voormalige Boeing 747-400

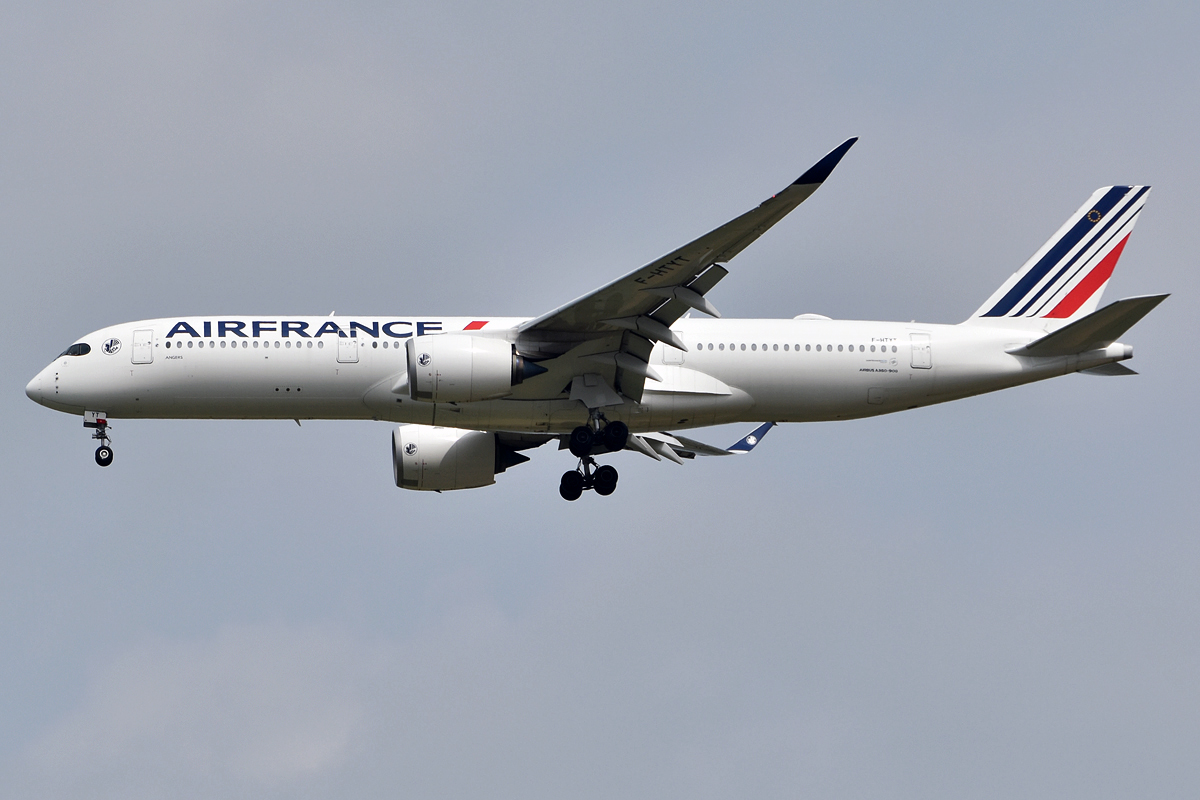
Een Airbus A350-900

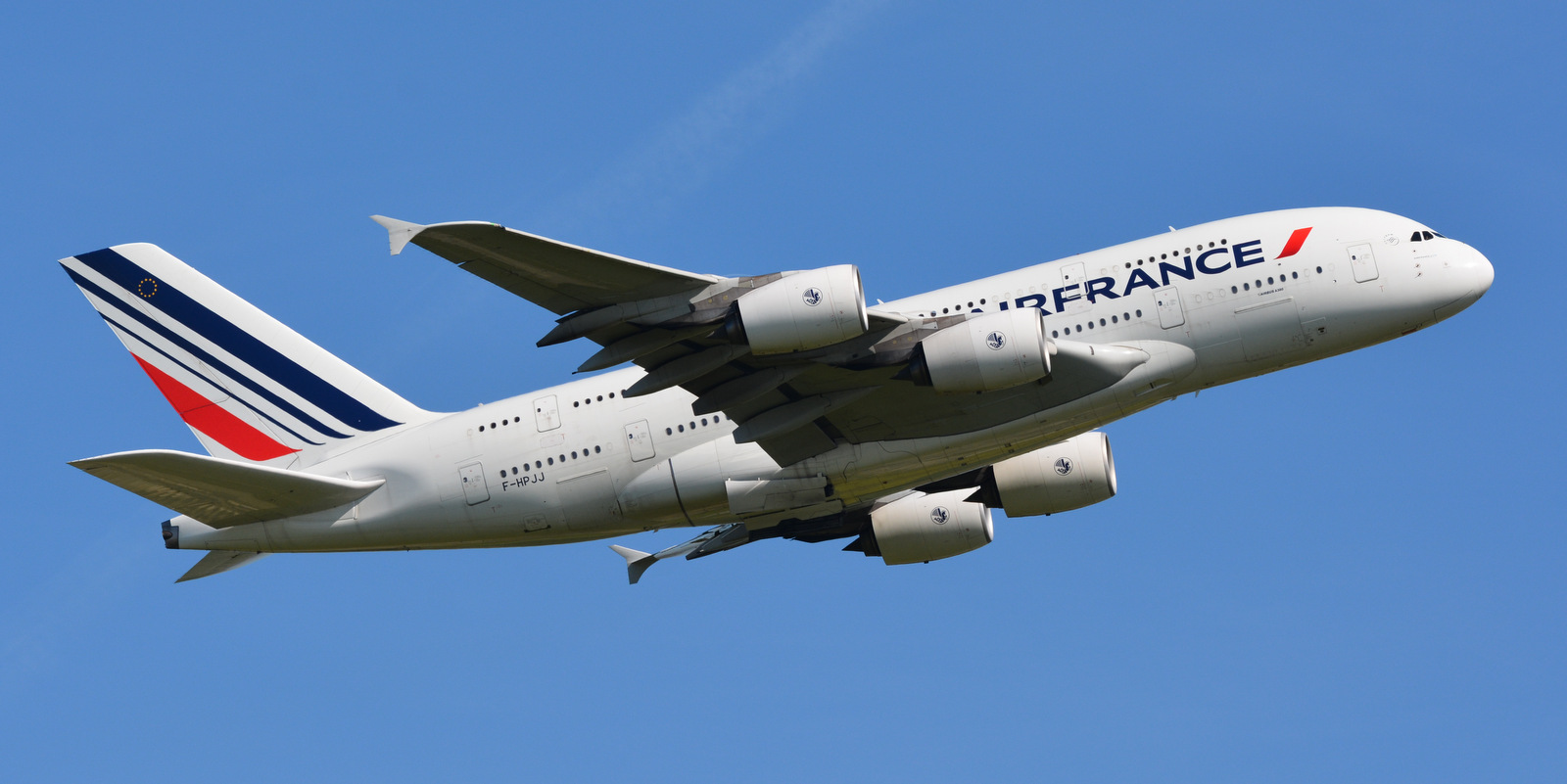
Voormalige Airbus A380

| Vliegtuig              | Totaal | Orders | Passagiers (First/Business/Premium Economy/Economy)   | Opmerkingen                                                                   |
| ---------------------- | ------ | ------ | ----------------------------------------------------- | ----------------------------------------------------------------------------- |
| Airbus A220-300        | 36     | 24     | 148 (0/20/0/128)                                      |                                                                               |
| Airbus A318-100        | 6      | 0      | 120 (0/0/0/120)                                       | Grootste gebruiker                                                            |
| Airbus A319-100        | 10     | 0      | 144 (0/0/0/144)                                       | 2 geleased aan Air Côte d'Ivoire                                              |
| Airbus A320-200        | 36     | 0      | 180 (0/0/0/180)                                       | 2 toestellen worden gebruikt bij Transavia France, 1 geleased aan Air Corsica |
| Airbus A321-100        | 4      | 0      | 212 (0/0/0/212)                                       |                                                                               |
| Airbus A321-200        | 11     | 0      | 212 (0/0/0/212)                                       |                                                                               |
| Airbus A330-200        | 15     | 0      | 208 (0/40/21/147)                                     | in de uitfaseringsfase, wordt vervangen door A350-900 en A350-1000            |
| Airbus A350-900        | 35     | 6      | 324 (0/34/24/266)                                     | 50 orders met 40 opties tussen de A350-900 en A350-1000 gedeeld met KLM       |
| Airbus A350-1000       | -      | -      | -                                                     | 50 orders met 40 opties tussen de A350-900 en A350-1000 gedeeld met KLM       |
| Boeing 777-200ER       | 18     | 0      | 309 (0/35/24/250) 280 (0/40/24/216)                   | in de uitfaseringsfase, wordt vervangen door A350-900 en A350-1000            |
| Boeing 777-300ER       | 43     | 0      | 303 (4/67/28/200) 468 (0/14/32/422) 383 (0/42/24/317) |                                                                               |
| Boeing 787-9           | 10     | 0      | 276 (0/30/21/225)                                     |                                                                               |
| Air France Cargo-vloot |        |        |                                                       |                                                                               |
| Airbus A350F           | 0      | 4      | Cargo                                                 |                                                                               |
| Boeing 777F            | 2      | -      | Cargo                                                 |                                                                               |
| Totaal                 | 226    | 34     |                                                       |                                                                               |

### Airbus A380
Air France maakte in 2001 bekend dat het een bestelling had geplaatst voor de "superjumbo" Airbus A380. Het eerste vliegtuig werd geleverd op 30 oktober 2009, waarmee Air France de eerste Europese gebruiker was van de A380. Dit eerste vliegtuig had een route van Parijs naar New York. Sindsdien zijn er nog negen andere superjumbo's geleverd, zodat Air France er tien in bezit had. Deze werden gebruikt voor de drukbezochte routes naar Tokio, Johannesburg, Shanghai (Pudong airport), Washington D.C., Los Angeles en New York (J.F. Kennedy airport). Op 20 juni werd de A380 voor het laatst ingezet.